# Arcigay
Arcigay è un'associazione di promozione sociale costituitasi a Palermo il 9 dicembre 1980. Si prefigge come scopo sociale quello di tutelare i diritti LGBT in Italia. Al 2012 l'Arcigay dichiara 228 563 associati. L'associazione ha sede a Bologna ed è strutturata in circoli su tutto il territorio nazionale.

## Storia

### La fondazione di Arcigay
Il primo nucleo di quello che poi divenne Arcigay si formò a Palermo il 9 dicembre 1980 come Associazione Ricreativa Culturale Italiana Gay, anche sull'onda emotiva di una manifestazione organizzata a Giarre per un delitto avvenuto circa due mesi prima: due giovani, Giorgio Agatino Giammona e Antonio Galatola, vennero uccisi il 17 ottobre con un colpo di proiettile ciascuno. Le indagini appurarono che a sparare alla coppia di giovani fu il nipote tredicenne di Toni, che sarebbe stato obbligato dai due a compiere tale gesto per sottrarsi alla "vergogna" che la loro condizione di omosessuali, in quel periodo storico, procurava a loro stessi e alle loro famiglie.
Quello di Palermo fu, quindi, il primo di una serie di nuclei che incominciarono a sorgere in tutta Italia; tuttavia, l'associazione non esisteva come entità autonoma, ma come estensione della commissione nazionale per i diritti civili dell'ARCI. La promozione di tali nuclei va ascritta all'attività di Massimo Milani e Gino Campanella, nonché di un giovane pugliese omosessuale militante nel PCI, Nichi Vendola (futuro presidente della regione Puglia e leader del partito Sinistra Ecologia Libertà), e di Marco Bisceglia, sacerdote già aderente alla cosiddetta teologia della liberazione, dichiaratamente omosessuale e fautore del matrimonio gay, avendo celebrato nel 1975 un'unione religiosa cosiddetta "di coscienza" tra due uomini che ne provocò la sospensione a divinis, in quanto i due erano in realtà giornalisti del periodico di destra il Borghese sotto mentite spoglie, che resero noto in un reportage quanto accaduto.
Grazie all'impulso di ARCI Gay e degli attivisti del Fuori!, a Palermo nel 1981 si tenne la prima Festa nazionale dell'orgoglio omosessuale.
Nel 1982, sempre a Palermo, si tenne una riunione nazionale dell'ARCI Gay, ritenuta il primo congresso dell'associazione in quanto a esso presenziarono i vertici nazionali dell'ARCI; due anni dopo l'ARCI Gay si pose il problema di istituzionalizzare e stabilizzare la propria presenza in tutto il Paese, cosa questa che portò al primo vertice costitutivo che si tenne a fine 1984. Questa discussione portò all'unificazione di quasi tutti i gruppi gay italiani esistenti nell'Arcigay nazionale.

### I primi anni di attività

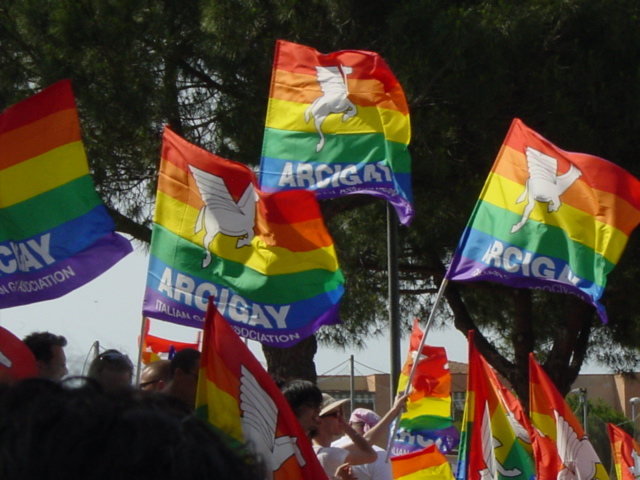
Le bandiere arcobaleno dell'Arcigay sventolate ad una manifestazione.

La discussione pregressa a livello di realtà territoriali portò, il 2 e 3 marzo 1985, all'assemblea di Bologna di gran parte dei circoli omosessuali italiani, i quali decisero di unirsi in una associazione nazionale. il Congresso costitutivo di Arcigay si terrà sempre a Bologna il 14 e 15 dicembre 1985. 
Il primo presidente dell'associazione fu Beppe Ramina, e come segretario fu eletto Franco Grillini.
L'associazione stabilisce la sua sede nazionale a Bologna, presso il Cassero di Porta Saragozza, primo centro italiano di cultura omosessuale dato in affitto, a partire dal 28 giugno 1982, da una amministrazione pubblica ad una associazione omosessuale, il Circolo Culturale 28 Giugno..
Il nome del circolo derivava dai moti di Stonewall che, il 28 giugno del 1969, sancirono l'avvio del movimento LGBT in tutto il mondo; in seguito cambiò nome in Il Cassero dalla sede in cui si trovava. Dal 2 marzo 2002 un nuovo accordo con il comune lo trasferì nella salara all'interno della Manifattura delle Arti, mantenendo però lo storico nome Il Cassero.
Tra i primi atti della neonata associazione vi fu la collaborazione con il gruppo Abele di Torino alla stesura della prima opera italiana sull'AIDS, a cura di Giovanni Dall'Orto, primo passo dell'impegno dell'Arcigay per diffondere la conoscenza sul virus HIV e la lotta alla sindrome da immunodeficienza acquisita, che all'epoca era diffusissima soprattutto tra gli omosessuali maschi.
Per tutto il resto del decennio l'Arcigay si spese in iniziative di vario genere; tra le più rilevanti il convegno del 20 giugno 1986 a Roma, sul tema Omosessualità e Stato; il congresso nazionale del dicembre 1987, che elesse Franco Grillini alla presidenza dell'associazione; varie consulenze legislative a disegni e progetti di legge presentati in Parlamento, tra i primi dei quali vi fu quello del deputato socialista Alma Agata Cappiello del 1988, tendente a regolamentare le unioni omosessuali; altre iniziative riguardarono la regolamentazione delle unioni civili e la disciplina delle fattispecie di discriminazione basata sugli orientamenti sessuali.

### Dagli anni novanta al 2011

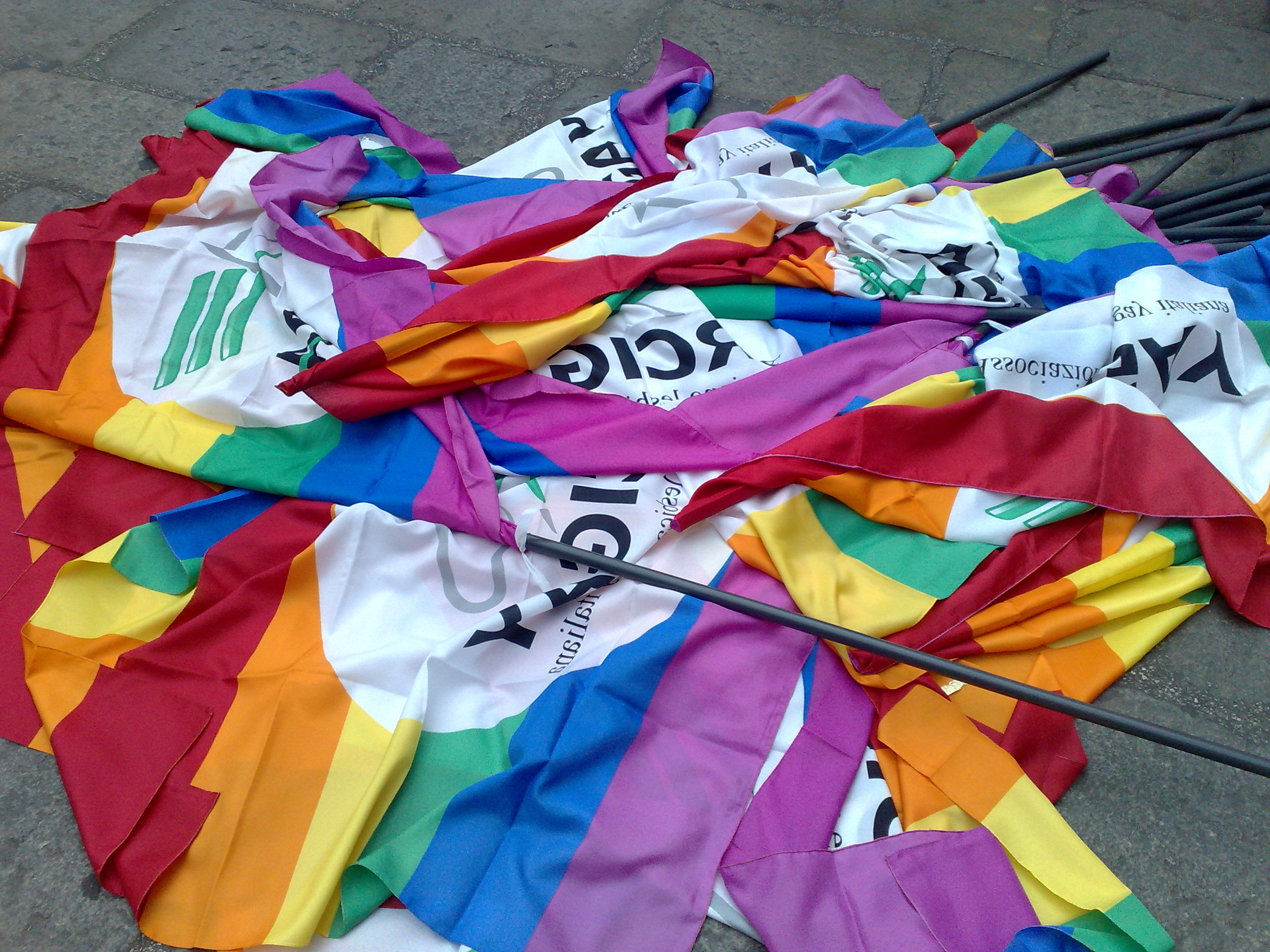
Bandiere di Arcigay

Il 1º dicembre del 1990 una delegazione, in occasione della giornata mondiale contro l'AIDS, è ricevuta dal presidente della repubblica Francesco Cossiga.
Nel 1994, durante il congresso di Rimini, cambia il suo nome in "Arcigay Arcilesbica", e prevede una quota di genere negli organi dirigenti pari al 50%: segretaria nazionale, dopo Graziella Bertozzo, diventa Giulia Crippa.
Nello stesso anno, nel 1995 e nel 1996 grandi manifestazioni LGBT a Roma (Gay&Lesbian Pride) e a Verona ("Alziamo la testa", contro una risoluzione discriminatoria consiglio comunale).
Nel 1996 l'associazione raccoglie 90.000 firme a favore delle unioni civili, e nello stesso anno, a giugno, si svolge il Gay&Lesbian Pride a Napoli.
Durante il congresso di Rimini del 1996 (il VII congresso di Arcigay) l'associazione si divide in Arcigay e Arcilesbica. Non condividendo la scissione, escono dall'associazione i circoli di Pisa, Torino, Firenze, Sassari, Verona, Catania e Padova.
Il 13 gennaio 1998, nella Città del Vaticano, lo scrittore gay siciliano Alfredo Ormando si immola, dandosi fuoco per protestare contro l'omofobia della Chiesa cattolica. In quel giorno, Arcigay istituisce la Giornata internazionale contro la discriminazione religiosa antiomosessuale, che dal 2006 si trasforma in Giornata per il dialogo tra omosessualità e religioni.
Nel giugno 1998 Sergio Lo Giudice è eletto presidente nazionale dell'Associazione. La presidenza Lo Giudice darà impulso alla nascita di comitati Arcigay su tutto il territorio nazionale, che arriveranno ad attestarsi intorno a 30 e consoliderà la rete di circoli e il numero di tesserati raggiungerà il traguardo di oltre centomila.
Nel 2002 l'associazione articola la propria organizzazione in aree tematiche: giuridico, salute, esteri, comunicazione, immigrazione, giovani.
Nel 2003 viene lanciata la campagna di sensibilizzazione "Un PACS avanti". L'iniziativa aveva lo scopo di indurre il parlamento italiano a legiferare, sul modello del Patto civile di solidarietà (Pacte civil de solidarité) adottato in Francia nel 1999, in materia di riconoscimento giuridico e regolamentazione delle unioni civili, indipendentemente dall'orientamento sessuale. Sul piano politico ottenne l'adesione dei Democratici di Sinistra, dei Radicali Italiani, dei Comunisti Italiani, di Rifondazione Comunista, della Federazione dei Verdi, della Sinistra Giovanile e dei Giovani Comunisti e dalla CGIL.
Aurelio Mancuso, segretario nazionale dal 2002, viene eletto presidente nazionale il 13 maggio 2007 e rimarrà in carica fino al 14 febbraio 2010. Il suo successore è stato Paolo Patanè, presidente nazionale in carica fino al 2012.
Nel mese di giugno 2010 contribuisce, insieme con Enrico Oliari di GayLib e agli avvocati LGBT della Rete Lenford all'istituzione presso la Polizia di Stato dell'OSCAD, l'Osservatorio per la Sicurezza contro gli Atti Discriminatori.
Nel 2011 l'associazione contribuisce all'organizzazione dell'Europride che si svolge per la prima volta a Roma, riuscendo ad avere come testimonial Lady Gaga, che partecipa gratuitamente a sostegno delle rivendicazioni delle persone LGBT italiane. Nello stesso anno, in collaborazione con Gay.it, Certi Diritti, Rete Lenford, Agedo, Famiglie Arcobaleno e Arcilesbica riesce a ottenere dopo una lunga mediazione con l'ISTAT che il Censimento per la prima volta segnali anche le coppie di fatto, comprese quelle formate da persone dello stesso sesso.

### Dal 2012 al 2015

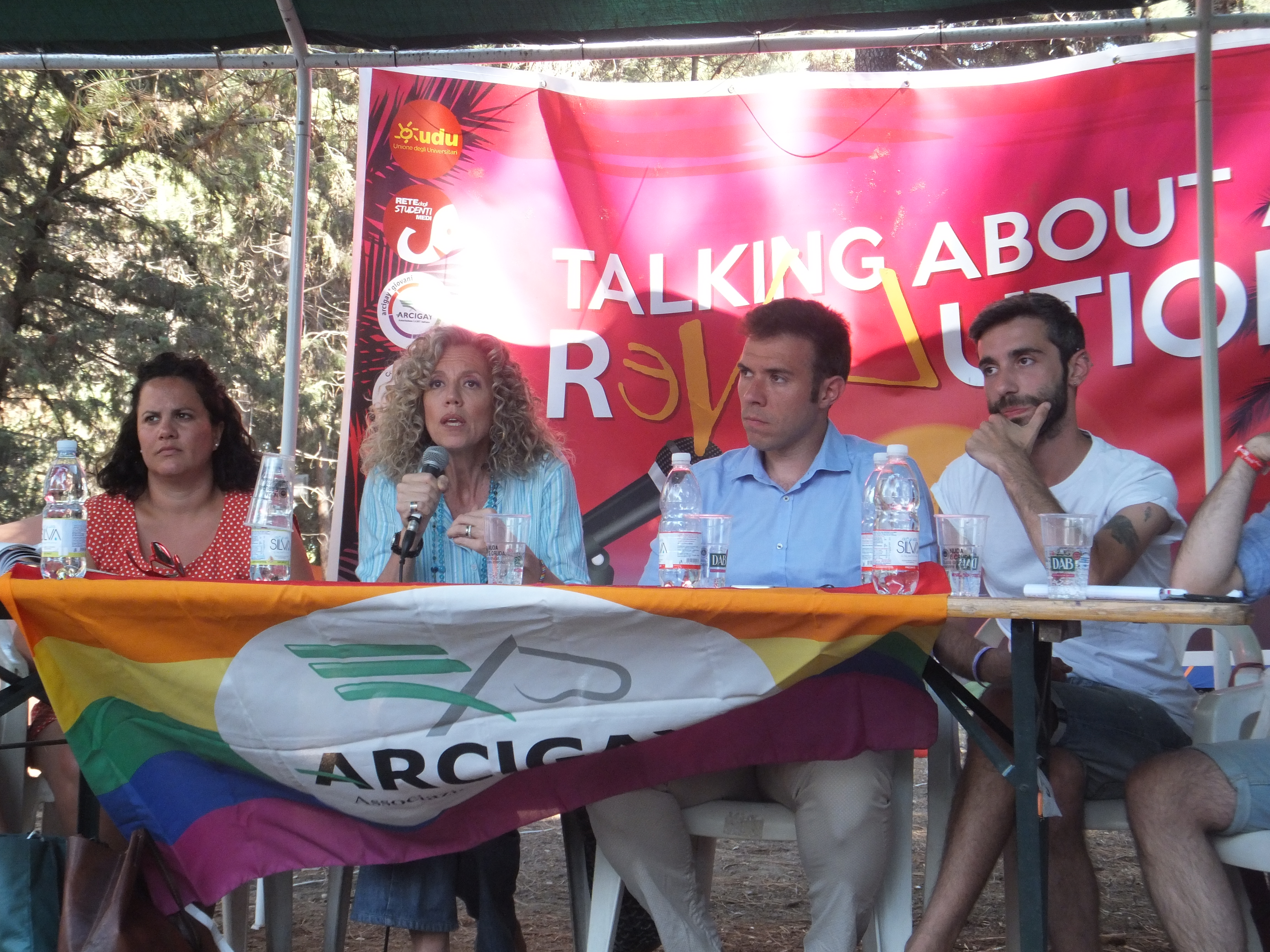
Gabriele Piazzoni (segretario generale di Arcigay, secondo da destra) e Shamar Droghetti (membro della segreteria nazionale) ad un dibattito con Monica Cirinnà nel 2016

Nel marzo 2012 è stato indetto il Congresso Nazionale, un congresso anticipato rispetto alla naturale scadenza di febbraio 2013: il congresso si è svolto a Ferrara dal 23 al 25 novembre 2012; vengono eletti presidente nazionale Flavio Romani e segretario nazionale Michele Breveglieri. Cambia radicalmente in questa occasione la sua forma organizzativa, divenendo una federazione di associazioni, come previsto dal nuovo Statuto e la didascalia del logo viene cambiata da "Associazione lesbica e gay italiana" in "Associazione LGBT italiana". Dal 1º gennaio 2014 i circoli Arcigay afferenti al Circuito Ricreativo escono da Arcigay e fondano un'associazione indipendente.

### Dal 2015 ad oggi
Nel novembre 2015 Gabriele Piazzoni diventa il nuovo Segretario Nazionale, al quale, secondo il nuovo Statuto approvato durante il Congresso di Napoli, spetta il ruolo di rappresentanza politica ed il coordinamento politico ed organizzativo dell'associazione, divenendo quindi la figura politicamente preminente. Flavio Romani è riconfermato Presidente Nazionale conservando la rappresentanza legale. L'Associazione, come previsto dal nuovo Statuto, diventa da "Associazione LGBT" ad "Associazione LGBTI", includendo l'intersessualità.
Nel novembre del 2018, durante il Congresso Nazionale di Torino, vengono approvate delle modifiche allo Statuto, per le quali viene prevista una durata di mandato di quattro anni (contro i tre precedenti), la modifica del ruolo del Segretario, che diventa Segretario Generale, riunificando, in un'unica figura, la rappresentanza politica ed il coordinamento politico ed organizzativo con la rappresentanza legale. Per il ruolo di Segretario Generale viene eletto Gabriele Piazzoni, già Segretario Nazionale, mentre per il ruolo di Presidente Nazionale, che coordina e dirige i lavori del Consiglio Nazionale, viene eletto Luciano Lopopolo. L'associazione, come previsto dal nuovo Statuto, diventa da "Associazione LGBTI" ad "Associazione LGBTI+", diventando ancora più inclusiva.

## I servizi
L'associazione, attraverso i comitati provinciali, le associazioni affiliate ed i comitati promotori, offre differenti tipi di servizi:
- tutela giuridica;[23][24]
- prevenzione, informazione, e sensibilizzazione contro AIDS e malattie sessualmente trasmissibili;[25]
- socializzazione;[26][27]
- prevenzione e lotta al bullismo;[26][28]
- attività culturali.[29]

### Immigrazione
Arcigay è attiva nella difesa dei diritti delle persone LGBT anche nel settore dell'immigrazione, del diritto di asilo, dell'integrazione culturale e dell'esclusione sociale.
Al riguardo ha avviato, con il contributo del Ministero della solidarietà sociale italiano il progetto Nuovi Approcci nel campo dell'integrazione dei migranti residenti in Italia: l'aiuto ai migranti lesbiche, gay, bisessuali e transessuali (LGBT) con l'obiettivo generico di "sostenere l'integrazione dei migranti LGBT, in quanto persone particolarmente esposte al rischio di esclusione sociale, trovandosi ad affrontare ostacoli specifici che al momento non sono tenuti in considerazione. La situazione dei migranti LGBT in Italia, l'approccio interculturale alle tematiche dell'orientamento sessuale e dell'identità di genere, l'accesso ai servizi sanitari, l'asilo e la protezione internazionale e la prostituzione sono alcuni degli argomenti che saranno affrontati nel corso del seminari".
Il progetto viene realizzato attraverso il raggiungimento dei seguenti obiettivi specifici:
1. Raccogliere informazioni specifiche riguardo al percorso di integrazione dei migranti LGBT, rendendole accessibili sia alle organizzazioni LGBT che ai fornitori di servizi.
2. Migliorare l'accessibilità e l'efficacia dei servizi rivolti agli immigrati anche per i migranti LGBT tramite un seminario rivolto ad operatori sulla progettazione e fornitura di servizi: nel campo dell'accoglienza, informazione, orientamento e supporto; il diritto di asilo e la protezione internazionale verso persone LGBT. Il numero previsto di partecipanti al seminario è di circa 40 operatori e operatrici.[31]
3. Migliorare l'accessibilità e l'efficacia dei servizi forniti da associazioni LGBT, tramite un seminario sull'identità sessuale e di genere nelle diverse culture e sulle esperienze di associazioni attive in Paesi europei dove la presenza di comunità straniere è più consolidata. Il numero previsto di partecipanti al seminario è di circa 40 operatori e operatrici.[31]
4. Creare un contesto di scambio tra Arcigay e comunità migranti tramite la creazione di un tavolo di confronto.[31]
5. L'indagine e l'elaborazione di buone pratiche e la loro disseminazione assieme ai risultati di progetto tramite: manuale di progetto indirizzato a fornitori di servizi pubblici e privati; brochure in 4 lingue (italiano, arabo, inglese, francese); sito web.[31]

Il progetto ha portato alla creazione del sito web Migranti LGBT.

## Organizzazione
L'associazione è presente su gran parte del territorio italiano grazie a 73 comitati territoriali.
Lo statuto dell'associazione prevede un congresso formato da delegati territoriali, il quale elegge ogni 4 anni il segretario generale, il presidente e il consiglio nazionale.
Gli organi dirigenti sono stati rinominati in seguito al XVII Congresso nazionale di Arcigay di Latina del 11-13 novembre 2022.: Gabriele Piazzoni è il segretario generale, Natascia Maesi la presidente, Daniela Tomasino la vicepresidente.

### I comitati territoriali
Qui di seguito presentiamo una lista aggiornata dei suddetti comitati territoriali:
- Ancona - Arcigay Comunitas Ancona - Comitato Territoriale Arcigay
- Aosta - Arcigay Valle d'Aosta Queer VdA - Comitato Territoriale Arcigay
- Arezzo - Arcigay Arezzo "Chimera Arcobaleno" - Comitato territoriale Arcigay
- Asti - Love is Love - Associazione Aderente Arcigay
- Avellino - Avellino - Associazione Aderente Arcigay
- Bari - Arcigay Bari "L'arcobaleno del Levante" - Comitato territoriale Arcigay
- Barletta-Andria-Trani - Arcigay Bat "Le Mine Vaganti" - Comitato territoriale Arcigay
- Bergamo - Arcigay Bergamo "Cives" - Comitato territoriale Arcigay
- Bologna - Cassero LGBT Center - Comitato territoriale Arcigay
- Bolzano - Centaurus Arcigay dell'Alto Adige Südtirol - Comitato territoriale Arcigay
- Brescia - Arcigay Orlando Brescia APS - Comitato territoriale Arcigay
- Campania - Arcigay Campania - Coordinamento Regionale Arcigay
- Caserta - Rain Arcigay Caserta - Comitato territoriale Arcigay
- Castelli Romani - Castelli Romani - Associazione Aderente Arcigay
- Catania - Arcigay Pegaso Catania - Comitato territoriale Arcigay
- Chieti - Arcigay Chieti - Sylvia Rivera - Comitato territoriale Arcigay
- Como - Arcigay Como - Comitato Territoriale Arcigay
- Cosenza - Arcigay EOS Cosenza - Comitato territoriale Arcigay
- Cremona - Arcigay Cremona "La Rocca" - Comitato territoriale Arcigay
- Cuneo - Arcigay "Granda Queer" Cuneo - Comitato territoriale Arcigay
- Ferrara - Arcigay Ferrara - Comitato territoriale Arcigay
- Firenze - Arcigay Firenze Altre Sponde - Comitato Territoriale Arcigay
- Foggia - Arcigay Foggia "Le Bigotte" - Comitato territoriale Arcigay
- Frosinone - Frosinone - Comitato Territoriale Arcigay
- Genova - Arcigay Genova - Approdo Lilia Mulas A.P.S. - Comitato territoriale Arcigay
- Imperia - M.I.A. Arcigay Imperia. Comitato territoriale Arcigay
- L'Aquila - Arcigay "Massimo Consoli" L'Aquila - Comitato territoriale Arcigay
- Latina - SEIcomeSEI - Comitato territoriale Arcigay
- Le fate ignoranti - Le fate ignoranti - Associazione Aderente Arcigay
- Lecce - Arcigay Salento - Comitato territoriale Arcigay
- Livorno - L.E.D. Libertà e Diritti - Comitato territoriale Arcigay
- Mantova - Arcigay "La Salamandra" Mantova - Comitato territoriale Arcigay
- Messina - Arcigay "Makwan" Messina - Comitato territoriale Arcigay
- Milano - Centro d’Iniziativa Gay - Comitato territoriale Arcigay
- Modena - Arcigay Modena "Matthew Shepard" (ODV) - Comitato territoriale Arcigay
- Molise - Arcigay Molise "Lambda Identità Libere" - Comitato Territoriale Arcigay
- Napoli - Arcigay "Antinoo" Napoli - Comitato territoriale Arcigay
- Padova - Arcigay Tralaltro Padova - Comitato territoriale Arcigay
- Palermo - Arcigay Palermo APS - Comitato territoriale Arcigay
- Pavia - Coming-Aut LGBTI+ Community Center - Arcigay Pavia - Comitato territoriale Arcigay
- Pesaro Urbino - Arcigay Agorà - Comitato territoriale Arcigay
- Pescara - Mazì - Comitato Territoriale Arcigay
- Piacenza - Arcigay Piacenza Lambda - Comitato territoriale Arcigay
- Pisa - Pinkriot Arcigay Pisa - Comitato territoriale Arcigay
- Potenza - Arcigay Basilicata "Marco Bisceglia" - Comitato territoriale Arcigay
- Prato Pistoia - Arcigay Prato Pistoia l'Asterisco - Comitato territoriale Arcigay
- Ragusa - Arcigay Ragusa - Comitato territoriale Arcigay
- Ravenna - Arcigay Ravenna Elio Venturi - Comitato territoriale Arcigay
- Reggio Calabria - Arcigay IDM "I Due Mari", Reggio Calabria - Comitato territoriale Arcigay
- Reggio Emilia - Arcigay Reggio Emilia "Gioconda" - Comitato territoriale Arcigay
- Rieti - Rieti LGBT+ - Comitato Territoriale Arcigay
- Rimini - Arcigay Rimini "Alan Turing" - Comitato territoriale Arcigay
- Roma - Arcigay Roma Gruppo Ora - Comitato territoriale Arcigay
- Roma - Divine Ostia - Associazione Aderente Arcigay
- Rovigo - Arcigay Rovigo "Politropia" - Comitato territoriale Arcigay
- Salerno - Arcigay "Marcella di Folco" Salerno - Comitato territoriale Arcigay
- Savona - Arcigay Savona APS - Comitato territoriale Arcigay
- Siena - Movimento Pansessuale APS - Comitato Territoriale Arcigay
- Siracusa - Arcigay Siracusa - Comitato territoriale Arcigay
- Taranto - Stambopoli - Comitato Territoriale Arcigay
- Teramo - La Virtuosa - Arcigay Teramo - Comitato Territoriale Arcigay
- Torino - Arcigay Torino "Ottavio Mai" - Comitato territoriale Arcigay
- Torino - Casa Arcobaleno Torino - Associazione Aderente Arcigay
- Trento - Arcigay del Trentino - Comitato territoriale Arcigay
- Trieste - Arcigay Arcobaleno ODV Trieste Gorizia - Comitato territoriale Arcigay
- Udine - Arcigay Friuli ODV - Comitato territoriale Arcigay
- Varese - Arcigay Varese - Comitato territoriale Arcigay
- Verbania - Arcigay Nuovi Colori ONLUS - Comitato territoriale Arcigay
- Vercelli - Arcigay Rainbow Vercelli - Valsesia - Comitato territoriale Arcigay
- Verona - Pianeta Milk - Verona Lgbt* Center - Arcigay/Arci - Comitato territoriale Arcigay
- Vicenza - Arcigay Vicenza APS - Comitato territoriale Arcigay
- Viterbo - Viterbo - Associazione Aderente Arcigay

Il comitato territoriale di Imperia è stato ideato e cofondato dal matematico italiano Marco Antei, tuttora presidente dell'associazione.

## Congressi nazionali

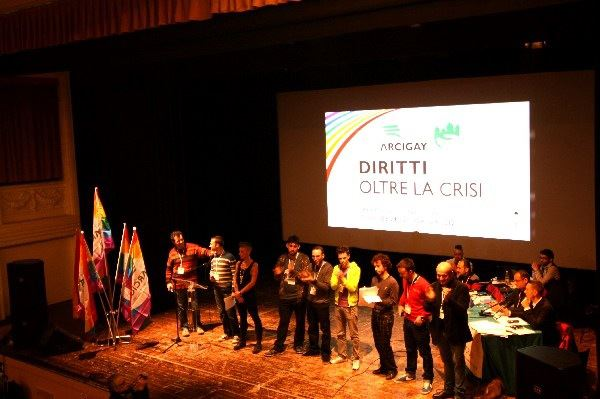
XIV Congresso nazionale di Arcigay a Ferrara, il nuovo gruppo dirigente

- I Congresso - Palermo, 20 marzo 1982
- II Congresso - Bologna, 14-15 dicembre 1985
- III Congresso - Rimini, 5-7 dicembre 1987
- IV Congresso - Bologna, 9-11 febbraio 1990
- V Congresso - Bologna, 7 febbraio 1992 - Darsi valore
- VI Congresso - Riccione, 30 aprile 1994
- VII Congresso - Rimini, 25-27 ottobre 1996 - Costruiamo la comunità gay e lesbica
- VIII Congresso -
- IX Congresso - Roma, 5-7 giugno 1998 - Diritti in Movimento
- X Congresso - Rimini, 2-3 febbraio 2002 - Costruiamo la libertà, riprendiamoci l'amore
- XI Congresso - Bologna, 4-6 marzo 2005 - Ali alla libertà
- XII Congresso - Milano, 11-13 marzo 2007 - Siamo famiglie: pari dignità, pari diritti
- XIII Congresso - Perugia, 12-14 febbraio 2010 - Per Costituzione, io c'entro
- XIV Congresso - Ferrara, 23-25 novembre 2012 - Diritti oltre la crisi
- XV Congresso - Napoli, 13-15 novembre 2015 - Diritti alla felicità
- XVI Congresso - Torino, 16-18 novembre 2018 - Differenti e Uguali
- XVII Congresso - Latina, 11-13 novembre 2022 - Orgoglio in movimento